# Força inercial de Coriolis

No referencial inercial (parte superior da imagem), a bola preta se move em linha reta. No entanto, o observador (ponto vermelho) que está no referencial rotativo/não inercial (parte inferior da imagem) vê o objeto seguindo um caminho curvo devido às forças de Coriolis e centrífugas presentes neste referencial

A força inercial de Coriolis ou pseudoforça de Coriolis é uma pseudoforça ou força inercial - não sendo portanto uma força na definição do termo - percebida apenas por observadores solidários a referenciais não-inerciais animados de movimento de rotação em relação a um referencial inercial que se afastam ou aproximam do centro deste movimento de rotação. A pseudoforça de Coriolis faz-se presente apenas quando o objeto se encontra em movimento em relação ao referencial não-inercial em consideração, mostrando-se sempre perpendicular à velocidade e também ao eixo de rotação do sistema não inercial em relação ao inercial.
Os corpos em movimento em relação ao referencial em rotação aparecem também sujeitos a uma segunda pseudoforça que atua em direção radial para fora, ou seja, que atua de forma paralela ao vetor que localiza a partícula em relação ao centro de curvatura da trajetória descrita pela partícula conforme identificada via referencial inercial. Tal pseudoforça denomina-se força centrífuga. 
A pseudoforça centrífuga e a pseudoforça de Coriolis são, portanto, as duas parcelas da força inercial total necessária à correta descrição dos movimentos dos corpos observados a partir de referenciais não-inerciais que giram em relação a um referencial inercial. Sendo parcelas de uma força inercial ou pseudoforça, são também forças inerciais, e portanto não são forças na definição formal do termo. Não se consegue estabelecer a reação do par ação-reação para estas forças.

## História
No final do século XVIII e início do século XIX, a Mecânica conheceu grandes desenvolvimentos teóricos. Como engenheiro, Gustave-Gaspard Coriolis interessou-se em tornar a mecânica teórica aplicável na compreensão e no desenvolvimento de máquinas industriais. Em seu artigo Sur les équations du mouvement relatif des systèmes de corps (1835), Coriolis define matematicamente a força que, mais tarde, levaria seu nome. Neste artigo, a "força de Coriolis" aparece como um componente suplementar da "força centrífuga", sentida por um corpo em movimento relativo a um referencial em rotação, como acontece, por exemplo, nas engrenagens de uma máquina.
O argumento de Coriolis baseava-se na análise do Trabalho e da Energia potencial e cinética nos sistemas em rotação. Hoje em dia, a demonstração mais utilizada para ensinar a pseudoforça de Coriolis usa os utilitários da Cinemática.
Foi somente no final do século XIX que e "força de Coriolis" fez sua aparição na literatura meteorológica e oceanográfica. O termo "força de Coriolis" apareceu no início do século XX.

## Representação matemática
A pseudoforça de Coriolis {\displaystyle F_{cr}} é perpendicular ao eixo de rotação do referencial não-inercial em relação ao referencial inercial e ao vetor da velocidade do corpo em movimento, velocidade {\displaystyle {\vec {v}}_{r}} esta relativa ao referencial não-inercial. Se o corpo se afasta do eixo de rotação, {\displaystyle F_{\text{cr}}} exerce-se no sentido contrário da rotação. Se o corpo se aproxima do eixo de rotação, {\displaystyle F_{\text{cr}}} exerce-se no mesmo sentido que a rotação.
Conhecidas a velocidade angular {\displaystyle {\vec {\omega }}}, a massa m da partícula e sua velocidade {\displaystyle {\vec {v_{r}}}} em relação ao sistema não inercial (ao sistema girante), pode-se determinar a pseudoforça de coriolis mediante a expressão:
{\displaystyle {\vec {F}}_{\text{cr}}=2m({\vec {v}}\times {\vec {\omega }})}
onde {\displaystyle \times } representa o produto vetorial dos vetores citados.

## Pseudoforças de Coriolis e centrífuga

Representação esquemática de fluxo em torno de uma zona de baixa pressão. A força de gradiente de pressão é representada pelas flechas azuis. A "força de Coriolis", sempre perpendicular à velocidade, em vermelho.

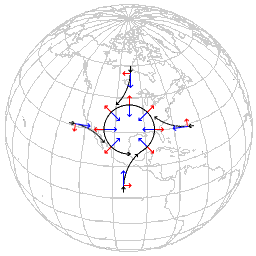
O efeito da pseudoforça de Coriolis na superfície da Terra

Em Física clássica, identifica-se a "força de Coriolis" como fictícia ou inercial devido ao facto desta existir somente em referenciais em movimento circular em relação a um inercial. Neste caso a "força de Coriolis" aparece junto com a "força centrífuga", e como a força centrífuga, não é uma força na definição precisa do termo, ou seja, uma força em sentido real. A pseudoforça de Coriolis depende da velocidade do corpo em relação ao referencial girante, e é nula, por definição, no caso de um corpo imóvel em relação a este referencial. A pseudoforça centrífuga, por sua vez, depende da posição do corpo em relação ao centro de rotação, e na maioria das vezes não é nula, mesmo para partículas paradas em relação ao referencial em rotação. Pode-se assim dizer que a pseudoforça centrífuga é o componente estático da força inercial que se manifesta no referencial em rotação enquanto que a pseudoforça de Coriolis é o componente dinâmico.
O conceito de força fictícia força a questão O que é uma força "verdadeira"? As forças fictícias não existem na Relatividade Geral em função da covariância geral, um argumento que pode simplificar radicalmente esta questão ao lembrar-se que o referencial em repouso ou em movimento retilíneo uniforme (em relação às "estrelas fixas") é um conceito essencialmente newtoniano que foi reclassificado ao nível de aproximação útil pela mecânica relativista.

## Efeitos
Um observador sobre a superfície da Terra constitui-se em um referencial não inercial que gira em relação a um inercial com origem no centro da Terra. Logo, para tais observadores, a pseudoforça de Coriolis dá origem, ou seja, explica, diversos fenômenos observados da superfície da Terra. Ela influencia o movimento das massa de ar (vide figuras. Obs.: localize-se como um observador na superfície da Terra, no centro das figuras, e não como um inercial, a olhar o globo do espaço), desvia a trajetória de projéteis de longo alcance e causa uma modificação no plano do movimento de um pêndulo, como demonstrado por Foucault na sua experiência do pêndulo de Foucault em 1851 no Panthéon.
Uma experiência colocando em evidência a pseudoforça de Coriolis pode ser feita como segue: uma pessoa senta-se em uma cadeira giratória com os braços estendidos e com halteres nas mãos. Faz-se a cadeira girar em torno do seu eixo com razoável velocidade angular. Se a pessoa sentada na cadeira encolhe os braços e aproxima os halteres de seu corpo, sua velocidade angular aumenta. Para uma pessoa inercial observando o fenômeno, trata-se simplesmente da conservação do momento angular, mas para a pessoa sentada na cadeira a interpretação é diferente: ela precisa, com os halteres estáticos em relação a ela, constantemente puxar os halteres em direção a seu corpo a fim de criar uma força que cancele a pseudoforça centrífuga que ela observa em seu referencial, força centrífuga esta que quer puxar o objeto para longe dela em direção radial. Para ela encolher os braços sem girá-los ao redor do corpo, ela precisará fazer, além de uma força ligeiramente maior do que a centrífuga (para puxar os halteres em sua direção), também uma força lateral (perpendicular a seus braços), a fim de cancelar a pseudoforça de Coriolis que surge quando os halteres se movem com velocidade não nula em direção a ela. Se ela não aplicar esta força perpendicular aos braços a fim de cancelar a força de Coriolis, os halteres e seu braços serão postos a girar, em função desta força, em torno de seu corpo. No caso das massas de ar se deslocando nas figuras, não há quem faça esta força perpendicular ao "braço", e elas são desviadas lateralmente pela pseudoforça de Coriolis ao se moverem.
É importante ressaltar pois que, embora sejam apenas forças inerciais, para os observadores não inerciais estas mostram-se muito reais, produzindo para eles todos os efeitos que se esperariam de forças reais.
Os ventos de nortada que se fazem sentir na costa oeste da Europa são um resultado deste efeito.